# Wiktor Czerokow
Wiktor Siergiejewicz Czerokow, ros. Виктор Сергеевич Чероков (ur. 27 września?/10 października 1907 w Ordubadzie, zm. 28 lutego 1995 w Moskwie) – radziecki i polski dowódca wojskowy, oficer Marynarki Wojennej ZSRR oraz Marynarki Wojennej RP i PRL w stopniu wiceadmirała.

## Wykształcenie
Wiktor Siergiejewicz Czerokow urodził się 10 października 1907 w miejscowości Ordubad na terenie dzisiejszej Armenii. W okresie od 1926 do 1930 przebywał w Wyższej Wojskowej Szkole Morskiej w Leningradzie. Po upływie sześciu lat ponownie kształcił się w Leningradzie, tym razem w Akademii Morskiej (1936–1939). Był również absolwentem Wojskowej Akademii Sztabu Generalnego Sił Zbrojnych ZSRR im. Klimenta Woroszyłowa, którą ukończył w 1960.

## Przebieg służby
Na pierwsze stanowisko służbowe – dowódcy kutra torpedowego typu G-5 – został skierowany do Floty Bałtyckiej. Następnie dowodził grupą kutrów torpedowych, a w latach 1933–1936 był dowódcą dywizjonem kutrów torpedowych. Podczas wojny zimowej (radziecko-fińskiej) zajmował stanowisko dowódcy 1 Brygady Kutrów Torpedowych, jednakże ze względu na oblodzenie Morza Bałtyckiego nie brał bezpośredniego udziału w działaniach wojennych.
Po ataku Niemiec na ZSRR pozostawał przez pewien czas dowódcą 1 Brygady kutrów Torpedowych, a potem dowodził działaniami okrętów artyleryjskich na Newie. W tym okresie uczestniczył w ewakuacji okrętów Floty Bałtyckiej z Tallinna do Leningradu. 13 października 1941 objął dowództwo nad Ładoską Flotyllą Wojenną, z którą prowadził walki o utrzymanie oblężonego Leningradu oraz przełamanie blokady morskiej. W 1943 otrzymał awans na stopień kontradmirała.
Po przełamaniu blokady kierował trałowaniem min na jeziorze Ładoga i rzece Newie, a także operacjami desantowymi w walkach Frontu Karelskiego. Za zasługi przy wypieraniu wojsk niemieckich dowodzone przez niego flotylla została 2 czerwca 1944 odznaczona Orderem Czerwonego Sztandaru. Do 25 września 1944 zajmował się rozformowaniem Ładoskiej Flotylli Wojennej, by później na jej podstawie utworzyć Ryski Morski Rejon Obronny. W 1945 do czasu zakończenia działań wojennych dowodził Wyspowym Morskim Rejonem Obronnym Floty Bałtyckiej. Od 1945 do 1947 był dowódcą Ryskiej Bazy Morskiej, która stanowiła jednostkę Floty Północno-Bałtyckiej. Następnie do 1948 dowodził Białomorską Flotyllą Wojenną.
W 1950 przybył do Polski na wniosek ministra obrony narodowej marsz. Konstantego Rokossowskiego o skierowanie z ZSRR doświadczonego admirała. Od 1 września 1950 do 8 kwietnia 1953 był dowódcą Marynarki Wojennej Rzeczypospolitej Polskiej, a po zmianie nazwy państwa w 1952 – Polskiej Rzeczypospolitej Ludowej. Kilka miesięcy po objęciu stanowiska przedstawił plany organizacji i rozwoju Marynarki Wojennej oparte na radzieckiej koncepcji tzw. floty fortecznej o wybitnie defensywnym charakterze. Uchwałą Rady Ministrów ZSRR z 6 listopada 1951 został awansowany na stopień wiceadmirała. Był najstarszym stopniem oficerem Marynarki Wojennej ZSRR, który w służył w polskiej Marynarce Wojennej.
W 1953 powrócił do ZSRR by objąć stanowisko szefa sztabu – I zastępcy dowódcy 4 Floty, powstałej w 1947 z Floty Południowo-Bałtyckiej. Po ponownym połączeniu 4 i 8 Floty we Flotę Bałtycką w 1955 został dowódcą Flotylli Wschodnio-Bałtyckiej. W 1957 wyznaczono go do Akademii Sztabu Generalnego Sił Zbrojnych ZSRR im. Klimenta Woroszyłowa w Moskwie, gdzie początkowo był szefem Fakultetu Marynarki Wojennej, a w okresie od 1960 do 1970 kierował Katedrą Sztuki Operacyjnej Sił Morskich. 24 listopada 1970 został zwolniony z zawodowej służy wojskowej i przeniesiony do rezerwy, a w 1972 przeszedł w stan spoczynku.
Został pochowany na cmentarzu Trojekurowskim w Moskwie. Pośmiertnie otrzymał tytuł honorowego obywatela Nowej Ładogi oraz Petersburga, gdzie służył podczas II wojny światowej.

## Życie prywatne
Był synem Siergieja Wiktorowicza i Ksenii Iwanowny Miał dwoje rodzeństwa. W 1930 ożenił się z lekarką Anną Andriejewną (1911–2003), z którą posiadali trzy córki: Olgę, Walentynę i Helenę. 
Napisał wspomnienia Dla tieba, Leningrad! z okresu Ładoskiej Flotylli Wojennej, które ukazały się w 1978. W 1982 książka ta została przetłumaczona na język polski i wydana pt. Marynarze drogi życia.

## Odznaczenia
- Order Lenina (dwukrotnie, 1943 i 1951)
- Order Czerwonego Sztandaru (trzykrotnie, 1942, 1945 i 1946)
- Order Uszakowa II stopnia (nr 2)
- Order Wojny Ojczyźnianej I stopnia
- Order Wojny Ojczyźnianej II stopnia
- Order Czerwonego Sztandaru Pracy
- Order Czerwonej Gwiazdy
- Krzyż Komandorski Orderu Odrodzenia Polski (1953)
- Order Krzyża Grunwaldu III klasy
- Srebrny Medal „Za zasługi dla obronności kraju” (1968)